# Петар Туцаковић
Петар Туцаковић (Вучак, 1792 — Крагујевац, 21. август 1857) био је српски гружански кнез, пуковник и државни саветник.

## Биографија
Рођен у Вучаку, под Голијом у ужичкој нахији, али је са породицом као дете пренет у гружански Честин. Учествовао у Хаџи-Продановој буни, 1814. године и у Другом српском устанку. Дуго је био старешина у Гружи, да би га кнез Милош, у чину пуковника, поставио 1835. године за првог команданта Средоточне војне команде, која је обухватала пет округа: крагујевачки, јагодински,пожаревачки,смедеревски и београдски. Са тог места је смењен 1836. године, а касније је постао члан Државног савета. 
Имао је кућу у близини кнежевог двора у Крагујевцу. Његови потомци су Тодор П. Туцаковић (1825/26-1896), трговац и председник Народне скупштине, и Милан Т. Туцаковић (1871—1936), генерал.
Умро је 9/21. августа 1857. у Крагујевцу.